# Jorge Méndez
Jorge Antonio „Gugu” Méndez Castillo (ur. 6 kwietnia 2001 w mieście Panama) – panamski piłkarz pochodzenia salwadorskiego występujący na pozycji skrzydłowego, reprezentant Panamy, od 2025 roku zawodnik kolumbijskiego Once Caldas.
Jego pradziadek Alfonso Méndez, dziadek Jorge Méndez i ojciec Jorge Méndez również byli piłkarzami.